# Себастьян Боде
Себастьян Боде (фр. Sébastien Bodet, 31 жовтня 1985) — французький плавець.
Учасник Олімпійських Ігор 2008 року.